# Бор (Сербія)
Бор (серб. Бор/Bor) — населений пункт міського типу в східній Сербії. Адміністративний центр Борського округу та громади Бор.
Населення міста становить 39 387 осіб.

## Історія
Місто було засноване 1945-го року, однак поселення на його місці існувало з початку XIX століття. Статус міста отримано 1947 року. Давній мідноносний район Рудна Глава: Бор — Майданпек, Північно-Східна Сербія.

## Географія
Бор знаходиться в географічному регіоні Тимочка Краина (укр. Кордон Тімоч). Він оточений багатьма гарними місцями, такими, як Баньска Поле, місто-курорт Брестовачка Баня, озеро Борський, гора Стол і багатьма іншими. Недалеко від Бора знаходиться також інше село Брестовач.

## Демографія
- 1948 — 11 103
- 1953 — 14 533
- 1961 — 18 816
- 1971 — 29 418
- 1981 — 35 591
- 1991 — 40 668
- 2002 — 39 387
- 2011 — 34 160

## Міста-побратими
- Чорногорія, Бар
- Україна, Хмельницький
- Болгарія, Враца
- Замбія, Кітве-Нкана

## Економіка
Місто Бор є центром мідно-рудної і мідеплавильної промисловості Сербії. Рудник Бор — найбільший мідний рудник в зарубіжній Європі.